# Verzorgingsplaats De Vink
Verzorgingsplaats De Vink is een verzorgingsplaats, gelegen aan de zuidoostzijde van de A20 Westerlee-Gouda tussen afritten 16 en 17 in de  Nederlandse gemeente Zuidplas.
Aan de andere kant van de snelweg ligt verzorgingsplaats Maatveld.
Richting Gouda:
De Vink
Richting Westerlee:
Maatveld · 
Rijskade